# He Qia
He Qia est officier sous Cao Cao. Il servit d’abord Liu Biao dans le district de Wuling à titre d’Officier Clérical et se bâtit une bonne réputation au sein du peuple. 
Après la mort de Liu Biao, il joignit Cao Cao et devint Greffier Principal pour le bureau du Chancelier. Il critiqua la gouvernance de Cao Cao, lui suggérant de juger ses hommes selon leur compétence plutôt que par leur moralité. En l’an 213, il fut nommé Intendant du Palais, puis en l’an 216, il vint se porter à la défense de Mao Jie, qui fut emprisonné par Cao Cao. Il réussit à faire libérer Mao Jie, sans toutefois pouvoir lui redonner ses rangs. 